# 萨耳玛西斯

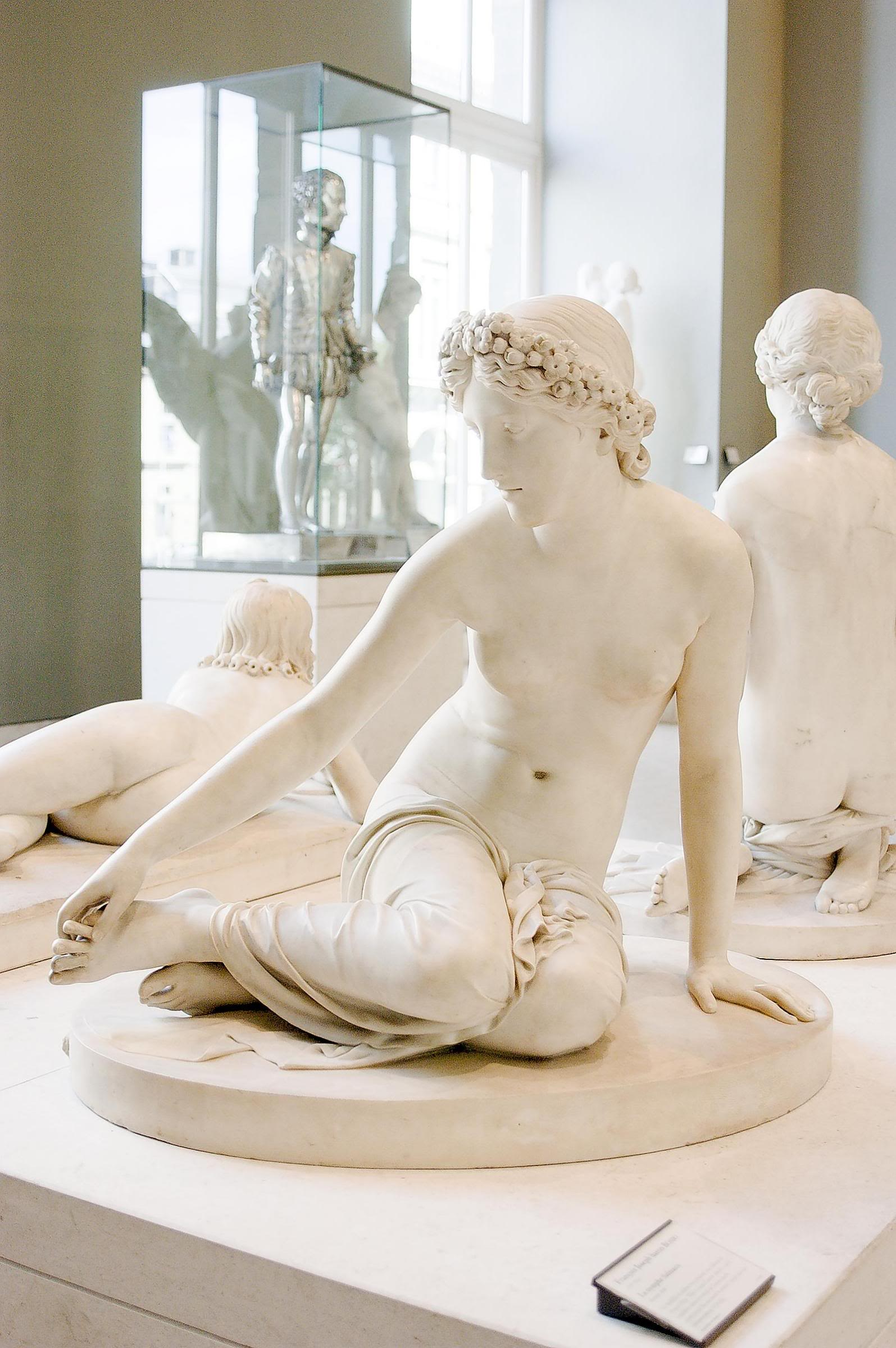
女神萨耳玛西斯 ，François-Joseph Bosio作品, 1826 (卢浮宫)

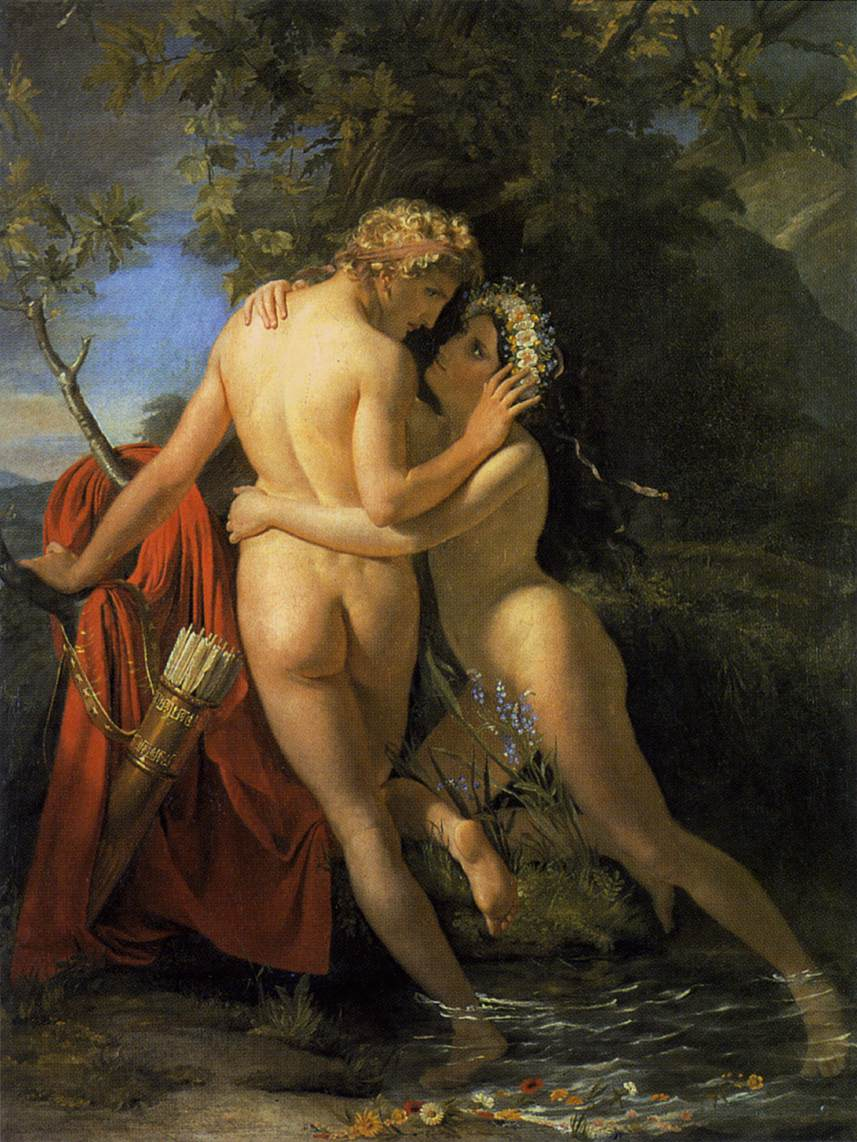
女神萨耳玛西斯与赫马佛洛狄忒斯 ，François-Joseph Navez作品， (1829)

萨耳玛西斯（希臘語：Σαλμακίς），希腊神话中的女水仙。在传说中，赫马佛洛狄忒斯在路过一处湖水时，水中的萨耳玛西斯疯狂爱上他。为了满足与赫马佛洛狄忒斯永远在一起的愿望，她在祈求诸神后，与其合为一体，于是赫马佛洛狄忒斯变成了雌雄同体。